# 42487 Ангстрем
42487 Ангстрем (42487 Ångström) — астероїд головного поясу, відкритий 9 вересня 1991 року.
Тіссеранів параметр щодо Юпітера — 3,462.